# Messier 100
Messier 100 sau M100 este o galaxie spirală.